# Liomys salvini
Liomys salvini је врста глодара из породице кенгур-пацова (Heteromyidae).

## Распрострањење
Врста има станиште у Гватемали, Коста Рики, Мексику, Никарагви, Салвадору и Хондурасу.
Популација ове врсте се смањује, судећи по расположивим подацима.

## Станиште
Врста Liomys salvini има станиште на копну.

## Угроженост
Ова врста није угрожена, и наведена је као последња брига јер има широко распрострањење.